# RB Omiya Ardija
Maillots
Actualités
Le RB Omiya Ardija (RB 大宮アルディージャ) est un club japonais de football basé à Saitama dans la préfecture du même nom, qui sera racheté en 2025 par le groupe Red Bull. Le club évolue en J.League 2.

## Historique
Fondé en 1969 sous le nom de Denden Kanto Soccer Club. Après avoir changé le nom en NTT Kanto Soccer Club, il est devenu le nom actuel de l'équipe en 1998. Il participe à la J.League depuis 1999. En 2004 le club finit vice-champion de J.League 2 avant d'être relégué en 2014, mais la saison d'après le club finit champion de la J.League 2 avant de nouveau être relégué en 2018.
Ardija est un mot espagnol signifiant "écureuil", et a été ajouté dans l'espoir qu'il sera aimé par la communauté, comme la mascotte d'Omiya (aujourd'hui Saitama). Un écureuil est également placé sur l'emblème, et il est logé dans une forme de bouclier qui ressemble à la queue d'un écureuil, ce qui signifie une défense et un équilibre solides. Les cinq bandes s'étendant du ballon expriment la puissance d'attaque sur la vitesse, et expriment en même temps le motif sur le dos de Cimaris et du Nakasendo, l'une des cinq autoroutes, passant dans la ville de Saitama.
En août 2024, le club est racheté à 100% par Red Bull, devenant ainsi le premier club asiatique dans la multipropriété Red Bull. En 2025, le club changera de nom et deviendra le RB Omiya Ardija (RB pour Rasen Ballsport). L'emblème du club sera également modifié pour s'unifier avec le réseau Red Bull, tout en gardant les couleurs bleu et orange du club.

## Palmarès
| Compétitions nationales | Compétitions internationales |
| - Championnat du Japon de deuxième division (1) - Champion : 2015 - Vice-champion : 2004 - Championnat du Japon de troisième division (1) - Champion : 2024 | - Néant                      |

## Joueurs et personnalités du club

### Entraîneurs
Le tableau suivant présente la liste des entraîneurs du club depuis 1997.
| Rang | Nom            | Période   |
| ---- | -------------- | --------- |
| 1    | Norio Sasaki   | 1997-1999 |
| 2    | Pim Verbeek    | 1999      |
| 3    | Toshiya Miura  | 2000-2002 |
| 4    | Henk Duut      | 2002      |
| 5    | Masaaki Kanno  | 2003      |
| 6    | Eijun Kiyokumo | 2003      |
| 7    | Toshiya Miura  | 2004-2007 |

| Rang | Nom              | Période   |
| ---- | ---------------- | --------- |
| 8    | Robert Verbeek   | 2007      |
| 9    | Satoru Sakuma    | 2007      |
| 10   | Yasuhiro Higuchi | 2008-2009 |
| 11   | Chang Woe-ryong  | 2009-2010 |
| 12   | Jun Suzuki       | 2010-2012 |
| 13   | Takeyuki Okamoto | 2012      |
| 14   | Zdenko Verdenik  | 2012-2013 |

| Rang | Nom              | Période   |
| ---- | ---------------- | --------- |
| 15   | Takeyuki Okamoto | 2013      |
| 16   | Tsutomu Ogura    | 2013-2014 |
| 17   | Kiyoshi Okuma    | 2014      |
| 18   | Hiroki Shibuya   | 2014-2017 |
| 19   | Akira Ito        | 2017      |
| 20   | Masatada Ishii   | 2017-2019 |
| 21   | Takuya Takagi    | 2019-2021 |

| Rang | Nom              | Période   |
| ---- | ---------------- | --------- |
| 22   | Ken Iwase        | 2021      |
| 23   | Norio Sasaki     | 2021      |
| 24   | Masahiro Shinoda | 2021-2022 |
| 25   | Naoki Sōma       | 2022-     |

### Joueurs emblématiques
- Masahiro Ando
- Ryuji Bando
- Cho Won-hee
- Cho Young-cheol
- Kim Young-gwon
- Lee Chun-soo
- Lee Ho
- Park Won-jae
- An Yong-hak
- Lucas Neill
- Mark Burke
- Jeroen Boere
- Jan Veenhof
- Dragan Mrđa
- Mato Neretljak
- Zlatan Ljubijankič
- Klemen Lavrič
- Milivoje Novakovič
- Nejc Pečnik
- Jorge Dely Valdés
- Saúl Martínez
- Carlinhos Paraíba
- Christian
- Finazzi
- Jorginho
- Rafael
- Toninho
- Tuto

## Bilan saison par saison
Ce tableau présente les résultats par saison de l'Omiya Ardija dans les diverses compétitions nationales et internationales depuis la saison 1999.
| Saison | Championnat | Championnat | Championnat | Championnat | Championnat | Championnat | Championnat | Championnat | Championnat | Championnat | Coupe du Japon      | Coupe de la Ligue |
| Saison | Division    | Pos         | Pts         | J           | V           | N           | D           | BP          | BC          | Diff.       | Coupe du Japon      | Coupe de la Ligue |
| ------ | ----------- | ----------- | ----------- | ----------- | ----------- | ----------- | ----------- | ----------- | ----------- | ----------- | ------------------- | ----------------- |
| 1999   | J2 League   | 6e          | 51          | 36          | 18          | 1           | 17          | 47          | 44          | +3          | 3e tour             | 1er tour          |
| 2000   | J2 League   | 4e          | 68          | 40          | 23          | 1           | 16          | 55          | 49          | +6          | 3e tour             | 1er tour          |
| 2001   | J2 League   | 6e          | 77          | 44          | 26          | 6           | 12          | 73          | 43          | +30         | 1er tour            | 1er tour          |
| 2002   | J2 League   | 6e          | 59          | 44          | 14          | 17          | 13          | 52          | 42          | +10         | 4e tour             | -                 |
| 2003   | J2 League   | 6e          | 61          | 44          | 18          | 7           | 19          | 52          | 61          | -9          | 3e tour             | -                 |
| 2004   | J2 League   | 2e          | 87          | 44          | 26          | 9           | 9           | 63          | 38          | +25         | 5e tour             | -                 |
| 2005   | J1 League   | 13e         | 41          | 34          | 12          | 5           | 17          | 39          | 50          | -11         | Demi-finales        | Quarts de finale  |
| 2006   | J1 League   | 12e         | 44          | 34          | 13          | 5           | 16          | 43          | 55          | -12         | 5e tour             | Phase de groupe   |
| 2007   | J1 League   | 15e         | 35          | 34          | 8           | 11          | 15          | 24          | 40          | -16         | 4e tour             | Phase de groupe   |
| 2008   | J1 League   | 12e         | 43          | 34          | 12          | 7           | 15          | 36          | 45          | -9          | 5e tour             | Phase de groupe   |
| 2009   | J1 League   | 13e         | 39          | 34          | 9           | 12          | 13          | 40          | 47          | -7          | 3e tour             | Phase de groupe   |
| 2010   | J1 League   | 12e         | 42          | 34          | 11          | 9           | 14          | 39          | 45          | -6          | 4e tour             | Phase de groupe   |
| 2011   | J1 League   | 13e         | 42          | 34          | 10          | 12          | 12          | 38          | 48          | -10         | 2e tour             | 2e tour           |
| 2012   | J1 League   | 13e         | 44          | 34          | 11          | 11          | 12          | 38          | 45          | -7          | Quarts de finale    | Phase de groupe   |
| 2013   | J1 League   | 14e         | 45          | 34          | 14          | 3           | 17          | 45          | 48          | -3          | Huitièmes de finale | Phase de groupe   |
| 2014   | J1 League   | 16e         | 35          | 34          | 9           | 8           | 17          | 44          | 60          | -16         | Quarts de finale    | Phase de groupe   |
| 2015   | J2 League   | 1er         | 86          | 42          | 26          | 8           | 8           | 72          | 37          | +35         | 3e tour             | -                 |
| 2016   | J1 League   | 5e          | 56          | 34          | 15          | 11          | 8           | 41          | 36          | +5          | Demi-finales        | Quarts de finale  |
| 2017   | J1 League   | 18e         | 25          | 34          | 5           | 10          | 19          | 28          | 60          | -32         | Quarts de finale    | Phase de groupe   |
| 2018   | J2 League   | 5e          | 71          | 42          | 21          | 8           | 13          | 65          | 48          | +17         | 3e tour             | -                 |
| 2019   | J2 League   | 3e          | 75          | 42          | 20          | 15          | 7           | 62          | 40          | +22         | 3e tour             | -                 |
| 2020   | J2 League   | 15e         | 53          | 42          | 14          | 11          | 17          | 43          | 52          | -9          | -                   | -                 |
| 2021   | J2 League   | 16e         | 42          | 42          | 9           | 15          | 18          | 51          | 56          | -5          | 2e tour             | -                 |
| 2022   | J2 League   | 19e         | 43          | 42          | 10          | 13          | 19          | 48          | 64          | -16         | 3e tour             | -                 |
| 2023   | J2 League   | 21e         | 39          | 42          | 11          | 6           | 25          | 37          | 71          | -34         | 3e tour             | -                 |
| 2024   | J3 League   | 1er         | 85          | 38          | 25          | 10          | 3           | 72          | 32          | +40         | 2e tour             | 1er tour          |
| Saison | Division    | Pos         | Pts         | J           | V           | N           | D           | BP          | BC          | Diff.       | Coupe du Japon      | Coupe de la Ligue |
| Saison | Championnat |             |             |             |             |             |             |             |             |             | Coupe du Japon      | Coupe de la Ligue |